# Granatnik HK 79
HK 79 – niemiecki granatnik podlufowy kalibru 40 mm.
W latach 70. firma HK rozpoczęła produkcję granatnika HK 69. Była to uniwersalna broń, która mogła być wykorzystywana jako granatnik podlufowy lub samodzielny (po dołączeniu kolby). Eksploatacja HK 69 wykazała, że świetnie spisuje się on w wersji samodzielnej, natomiast ładowanie granatnika podwieszonego pod lufę karabinu jest niewygodne, a podwieszony granatnik utrudnia obsługę karabinu. Dlatego postanowiono opracować oddzielny granatnik podlufowy, a jednocześnie rozpoczęto prace nad modernizacją HK 69 (w efekcie powstał HK 69A1).
Podstawową cechą nowego granatnika miała być lepsza integracja z karabinem. Dlatego zmieniono sposób ładowania broni. Podwieszony HK 69 był ładowany poprzez odchylenie zamka z chwytem pistoletowym. Taki sposób ładowania wymuszał podwieszenie granatnika w dużej odległości od gniazda magazynka (po otwarciu zamka pomiędzy lufą a magazynkiem musiał zmieścić się ładowany granat). Nowy HK 79 miał być ładowany poprzez odchylenie lufy w dół. Dzięki temu zamek mógł znaleźć się tuż przed magazynkiem, a jednocześnie możliwe było ładowanie naboi 40 mm, w tym długich naboi z pociskami oświetlającymi.
HK 79 został przyjęty do uzbrojenia Bundeswehry i armii Norwegii. W obu tych armiach był podwieszany pod karabinem G3 (w przypadku armii norweskiej była to licencyjna wersja tego karabinu oznaczona jako AG-3). Oferowane były także wersje karabinów HK 33 i HK G41 wyposażone w granatnik HK 79, ale nie były one produkowane w większych ilościach.